# Alas Utara
Alas Utara is een bestuurslaag in het regentschap Belu van de provincie Oost-Nusa Tenggara, Indonesië. Alas Utara telt 1010 inwoners (volkstelling 2010).